# Towarzystwo Naukowe Płockie
Stowarzyszenie – Towarzystwo Naukowe Płockie (łac. Societas Scientiarum Plocensis) – jedno z najstarszych towarzystw naukowych w Polsce działające do dziś. Powstało w 1820 z inicjatywy Kajetana Morykoniego. Po klęsce powstania listopadowego represje zaborcy spowodowały przerwanie jego prac do 1907. Kolejna przerwa w funkcjonowaniu to lata II wojny światowej.

## Opis
Towarzystwo Naukowe Płockie to stowarzyszenie regionalne, otwarte, o charakterze ogólnym. TNP działa w Płocku. W swojej strukturze posiada Oddział w Łęczycy oraz sześć sekcji. Pracami Towarzystwa kieruje siedmioosobowy zarząd, na czele z prezesem prof. Zbigniewem Kruszewskim (od 2002). Działalność TNP polega na prowadzeniu badań naukowych i upowszechnianiu wiedzy metodami i środkami właściwymi dla organizacji społecznych. Towarzystwo Naukowe Płockie organizuje konferencje i sesje naukowe, odczyty, spotkania autorskie i wystawy. Od początku swojego istnienia Towarzystwo prowadzi znaną w całym kraju naukową Bibliotekę im. Zielińskich. Przy TNP prowadzone było seminarium doktoranckie, kierowane w kolejności przez prof. Antoniego Rajkiewicza, prof. Mirosława Krajewskiego, ks. prof. Michała Grzybowskiego i prof. Danielę Żuk. W 2019 decyzją zarządu TNP zostało przekształcone w Proseminarium Naukowe przy TNP pod kierownictwem ks. prof. Daniela Brzezińskiego.
TNP wydaje publikacje książkowe oraz czasopisma – kwartalnik „Notatki Płockie” (od 1956 do chwili obecnej) oraz „Rocznik Towarzystwa Naukowego Płockiego” (1929, 1931, 1934, 1983, 2013–2017). Od czerwca 2018 wydawcą „Rocznika” jest Akademia Mazowiecka w Płocku.
Od 2004 r. Towarzystwo Naukowe Płockie jest organizacją pożytku publicznego.
Siedziba TNP znajduje się przy placu Narutowicza 8 w Płocku na Starym Mieście.

## Prezesi Towarzystwa[9]
- ks. bp Adam Michał Prażmowski (1820–1830)
- Aleksander Maciesza (1907–1945)
- Bolesław Jędrzejewski (1945–1949)
- Roman Lutyński (1950–1957)
- Tadeusz Gierzyński (1957–1968)
- Jakub Chojnacki (1968–2002)
- Zbigniew Kruszewski (2002–)

## Zarząd[10]
- prof. dr hab. inż. Zbigniew Kruszewski – prezes
- dr Grzegorz Gołębiewski – wiceprezes
- ks. prof. dr hab. Daniel Brzeziński – wiceprezes
- dr Tomasz Piekarski – sekretarz generalny
- mgr Jan Milner – skarbnik
- prof. dr hab. Andrzej Kansy – członek Zarządu
- prof. dr hab. inż. Andrzej Marciniak – członek Zarządu

## Sekcje TNP i ich przewodniczący[11]
- Dialogu – prof. dr hab. Leszek Zygner
- Historyczna – dr Grzegorz Gołębiewski
- Nauk Humanistycznych – dr Wioletta Żórawska
- Nauk Społecznych – radca prawny dr Waldemar Podel
- Nauk Technicznych – vacat
- Pedagogiczna – prof. dr hab. Małgorzata Kamińska